# Tổng tham mưu trưởng Quân đội Trung Hoa Dân quốc
Tổng tham mưu trưởng là chức vụ quân sự cao cấp nhất lãnh đạo Quốc quân Trung Hoa Dân Quốc tại Đài Loan. Đây là chức vụ lãnh đạo quân sự đứng thứ 3 sau 2 chức vụ dân sự là Tổng thống và Bộ trưởng Quốc phòng.

## Danh sách
| STT | Tên họ                   | Hình ảnh | Cấp bậc      | Quân chủng | Tại nhiệm       | Ghi chú                                                  |
| --- | ------------------------ | -------- | ------------ | ---------- | --------------- | -------------------------------------------------------- |
| 1   | Trần Thành (陳誠)        |          | Thượng tướng | Lục quân   | 1 năm, 355 ngày | Thăng Đại tướng 1947                                     |
| 2   | Cố Chúc Đồng (顧祝同)    |          | Thượng tướng | Lục quân   | 1 năm, 315 ngày | Thăng Đại tướng 1954                                     |
| 3   | Chu Chí Nhu (周至柔)     |          | Thượng tướng | Không quân | 4 năm, 97 ngày  | Thăng Đại tướng 1951                                     |
| 4   | Quế Vĩnh Thanh (桂永清)  |          | Phó đô đốc   | Hải quân   | 4 năm, 97 ngày  | Chết khi tại nhiệm. Truy thăng Đô đốc 1954               |
| 5   | Bành Mạnh Tập (彭孟緝)   |          | Thượng tướng | Lục quân   | 2 năm, 316 ngày | Thăng Đại tướng 1959                                     |
| 6   | Vương Thúc Minh (王叔銘) |          | Đại tướng    | Không quân | 1 năm, 364 ngày |                                                          |
| 7   | Bành Mạnh Tập (彭孟緝)   |          | Đại tướng    | Lục quân   | 5 năm, 364 ngày | Lần 2                                                    |
| 8   | Lê Ngọc Tỷ (黎玉璽)      |          | Đô đốc       | Hải quân   | 1 năm, 364 ngày |                                                          |
| 9   | Cao Khôi Nguyên (高魁元) |          | Đại tướng    | Lục quân   | 4 năm, 364 ngày | Sau làm Bộ trưởng Quốc phòng                             |
| 10  | Lại Danh Thang (賴名湯)  |          | Đại tướng    | Không quân | 5 năm, 365 ngày |                                                          |
| 11  | Tống Trưởng Chí (宋長志) |          | Đô đốc       | Hải quân   | 5 năm, 152 ngày | Sau làm Bộ trưởng Quốc phòng                             |
| 12  | Hác Bách Thôn (郝柏村)   |          | Đại tướng    | Lục quân   | 8 năm, 3 ngày   | Sau làm Bộ trưởng Quốc phòng kiêm Viện trưởng Hành chính |
| 13  | Trần Sân Linh (陳燊齡)   |          | Đại tướng    | Không quân | 1 năm, 364 ngày | Sau làm Cố vấn chiến lược Phủ Tổng thống                 |
| 14  | Lưu Hòa Khiêm (劉和謙)   |          | Đô đốc       | Hải quân   | 3 năm, 207 ngày | Sau làm Cố vấn chiến lược Phủ Tổng thống                 |
| 15  | La Bản Lập (羅本立)      |          | Đại tướng    | Lục quân   | 2 năm, 246 ngày |                                                          |
| 16  | Đường Phi (唐飛)         |          | Đại tướng    | Không quân | 332 ngày        | Sau làm Bộ trưởng Quốc phòng kiêm Viện trưởng Hành chính |
| 17  | Thang Diệu Minh (湯曜明) |          | Đại tướng    | Lục quân   | 2 năm, 364 ngày | Sau làm Bộ trưởng Quốc phòng                             |
| 18  | Lý Kiệt (李傑)           |          | Đô đốc       | Hải quân   | 2 năm, 108 ngày | Sau làm Bộ trưởng Quốc phòng                             |
| 19  | Lý Thiên Vũ (李天羽)     |          | Đại tướng    | Không quân | 2 năm, 256 ngày | Sau làm Bộ trưởng Quốc phòng                             |
| 20  | Hoắc Thủ Nghiệp (霍守業) |          | Đại tướng    | Lục quân   | 2 năm, 3 ngày   | Sau làm Cố vấn chiến lược Phủ Tổng thống                 |
| 21  | Lâm Trấn Di (林鎮夷)     |          | Đô đốc       | Hải quân   | 3 năm, 346 ngày | Sau làm Cố vấn chiến lược Phủ Tổng thống                 |
| 22  | Nghiêm Minh (嚴明)       |          | Thượng tướng | Không quân | 202 ngày        | Sau làm Bộ trưởng Quốc phòng                             |
| 23  | Cao Quảng Kỳ (高廣圻)    |          | Phó đô đốc   | Hải quân   | 1 năm, 175 ngày | Sau làm Bộ trưởng Quốc phòng                             |
| 24  | Nghiêm Đức Phát (嚴德發) |          | Thượng tướng | Lục quân   | 1 năm, 304 ngày | Sau làm Bộ trưởng Quốc phòng                             |
| 25  | Khâu Quốc Chính (邱國正) |          | Thượng tướng | Lục quân   | 149 ngày        |                                                          |
| 26  | Lý Hỷ Minh (李喜明)      |          | Phó đô đốc   | Hải quân   | 2 năm, 64 ngày  |                                                          |
| 27  | Thẩm Nhất Minh (沈一鳴)  |          | Đại tướng    | Không quân | 216 ngày        | Tử nạn trực thăng. Truy thăng Đại tướng                  |
| *   | Lưu Chí Bân (劉志斌)     |          | Phó đô đốc   | Hải quân   | 13 ngày         |                                                          |
| 28  | Hoàng Thự Quang (黃曙光) |          | Phó đô đốc   | Hải quân   | 5 năm, 45 ngày  |                                                          |